# Na Seok-ju
Dans ce nom coréen, le nom de famille, Na, précède le nom personnel.
Na Seok-ju (hangul : 나석주, aussi écrit Na Sok-Chu), né en 1892 et suicidé le 28 décembre 1926, est un nationaliste coréen rendu célèbre pour son attentat contre la compagnie de développement oriental, une organisation de l'empire du Japon destinée à planifier le développement de ses colonies. Après son acte, il est encerclé par la police et se tue en se tirant trois balles dans la poitrine. Le gouvernement de la Corée du Sud l'a honoré à titre posthume en lui décernant l'ordre du mérite pour la fondation nationale.

## Biographie
Na Seok-ju grandit dans une famille de fermiers du comté de Chaeryong (actuel Hwanghae du Sud en Corée du Nord). En grandissant, il déménage « en Mandchourie pour recevoir une formation militaire de quatre ans ». Après avoir terminé cette formation, il retourne dans sa ville natale et ouvre un magasin en ville. Il commence alors à s'impliquer dans des mouvements politiques clandestins contre la domination coloniale japonaise en Corée. Durant le soulèvement du 1er Mars, il aide à organiser des actions de protestation locales et à financer des groupes militants.
Par la suite, Seok-ju est responsable de la mort de plusieurs membres japonais des forces de l'ordre et d’un Coréen considéré comme un collaborateur (chinilpa) avec les Japonais. Pour cette raison, il est forcé de fuir à Shanghai le 22 septembre 1920. C'est en Chine qu'il intègre le Gouvernement provisoire de la république de Corée en tant que garde du corps. Ce gouvernement provisoire avait été formé dans le mois suivant la répression du soulèvement du 1er Mars. Seok-ju se rend ensuite à Tianjin pour rencontrer Kim Chang-suk qui lui demande de détruire les sièges coréens de la compagnie de développement oriental, de la banque de Chosen et de la banque industrielle du Japon (en).
Le 26 décembre 1926, Seok-ju part de Mandchourie en direction de Séoul. Après avoir usé de déguisements pour traverser la frontière et franchir différents points de contrôle, Seok-ju est prêt à attaquer le 28 décembre. Il se rend d'abord à la banque industrielle et lance une grenade près du bureau des prêts. Il se rend ensuite au siège de la compagnie de développement oriental et commence à tirer sur des employés de bureau japonais présents dans le bâtiment. Après être entré, il monte dans les escaliers et essaye de lancer une autre grenade pour tuer des cadres supérieurs mais elle se révèle défectueuse. Il prend alors la fuite et quitte le bâtiment, tout en tuant un policier à ce moment-là. Acculé par la police, Seok-ju se tire trois balles dans la poitrine et meurt à l'hôpital plus tard dans la journée.

## Postérité
Tandis que certains qualifient Seok-ju de terroriste pour avoir attaqué des cibles civiles, il reçoit tout de même des honneurs posthumes et une reconnaissance en tant que héros nationaliste. Sur sa statue, il est écrit « Na Sok-Chu (1892-1926) est aimé du peuple coréen pour sa lutte héroïque visant à recouvrer la souveraineté et l'indépendance économique de la Corée, prises de force par les colonialistes japonais. Le 28 décembre 1926, Na Sok-Chu, en lançant des grenades et en tirant des coups de feu, mène une attaque en solitaire contre les bureaux de la compagnie de développement oriental, une agence japonaise notoire ayant contribué à l'agression économique de la Corée ».